# میشل برنچ
میشل برنچ (انگلیسی: Michelle Branch؛ زاده ۲ ژوئیهٔ ۱۹۸۳) یک موسیقی‌دان اهل ایالات متحده آمریکا است. وی از سال ۱۹۹۸ میلادی تاکنون مشغول فعالیت بوده‌است.
از فیلم‌ها یا برنامه‌های تلویزیونی که وی در آن نقش داشته است می‌توان به دختران داغ اشاره کرد.